# Penebui
Penebui là một nữ hoàng Ai Cập thời kỳ đầu và rất có thể là vợ của vua Djer trong triều đại thứ 1. Tên của bà đã được tìm thấy khắc trên một số thẻ ngà.

## Danh tính
Có ít nhất ba thẻ ngà hiển thị nữ hoàng Penebui. Hai cái được tìm thấy trong nghĩa địa của vua Djer tại Abydos, một cái (khá hư hại) tại Saqqara trong một ngôi mộ vô danh. Các thẻ, được gọi là thẻ năm, hiển thị mô tả của một số nghi lễ, chẳng hạn như một sự hy sinh của con người và trình bày một số đối tượng văn hóa. Trung tâm của bản khắc cho thấy hai hình của các nữ hoàng đã chết. Chúng được thể hiện trong hình dạng của những bức tượng với đầu và kiểu tóc nữ, nằm trên bệ trang trí nguy nga. Có những vòi máu chảy ra từ trán của họ, tượng trưng cho cái chết của phụ nữ. Trong thời gian trước, vòi máu này được hiểu sai là đồ trang trí hoa hoặc hình con rắn. Cả hai tên phụ nữ được giới thiệu bởi một chữ tượng hình hiếm gặp tương tự như kí hiệu hình ảnh "phân" sau này, các dấu hiệu trên nhãn đơn giản có nghĩa là "chết" hoặc "chết". Người phụ nữ được miêu tả trước đây có thể được xác định là nữ hoàng Penebui, tên này có nghĩa là "chỗ ngồi của hai vị lãnh chúa". Tên của bà cũng được hướng dẫn bởi tiêu đề Weret-hetes, có nghĩa là "một trong những người vĩ đại của Hetes", xác định bà là một người phối ngẫu của hoàng gia. Người phụ nữ khác trong các thẻ cũng phải là một nữ hoàng, nhưng có cấp bậc thấp hơn. Tiêu đề của bà là Ma'a-heru, có nghĩa là "bà ấy nhìn thấy Horus". Thật không may, tên của bà ấy rất khó đọc, nó có thể được viết bằng ba biểu tượng con cá.
Cái chết của Penebui dường như được ghi lại trên hòn đá nổi tiếng ở Palermo trong cửa sổ sự kiện năm thứ tư của vua Djer. Wolfgang Helck nghi ngờ rằng nữ hoàng Penebui đã chết một cách dữ dội do bị chặt đầu, vì dấu hiệu của một phụ nữ hoàng gia quá cố trong năm cửa sổ được kí hiệu bởi chữ tượng hình của một con chim cánh cụt bị chặt đầu.